# Oncativo
Oncativo – miasto w Argentynie, w prowincji Córdoba, w departamencie Río Segundo.
Według danych szacunkowych na rok 2010 miejscowość liczyła 13 180 mieszkańców.